# Lautoka

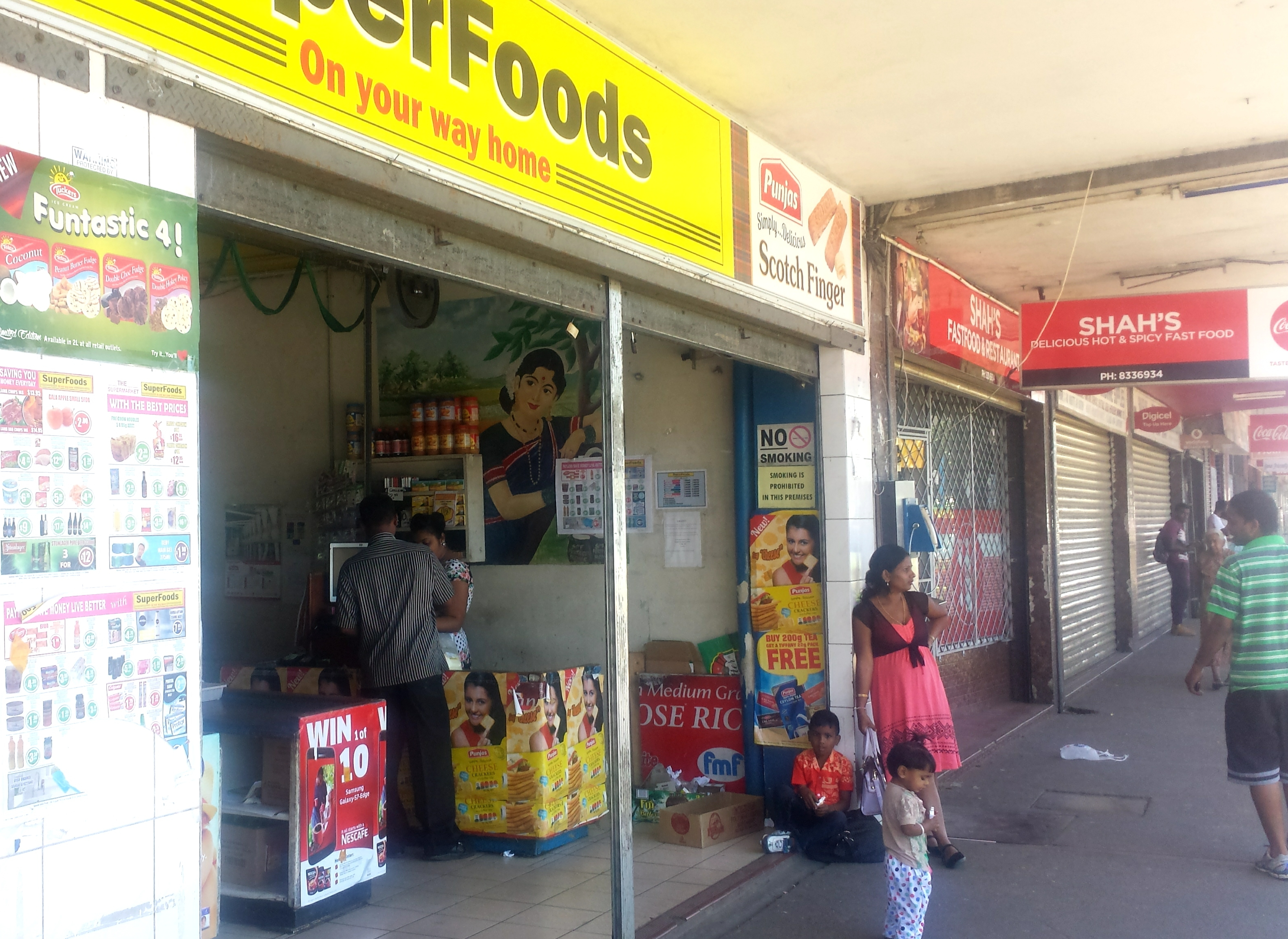

Lautoka est la seconde ville la plus importante des Fidji, située sur la côte ouest de Viti Levu dans la province de Ba, à 24 km au nord de Nadi. Elle possède une population de 52 220 habitants (en 2007). C'est le centre de production du sucre et est souvent appelée Sugar City.
Lautoka est le lieu de naissance du grand golfeur Vijay Singh.